# Diego Luis de San Vitores
Diego Luis de San Vitores S.J. (Burgos, España, 12 de noviembre de 1627 - Tumon, Guam, 2 de abril de 1672) fue un misionero jesuita español que fundó la primera iglesia católica en la isla de Guam y se encargó de establecer la presencia española en las islas Marianas. Su nombre de nacimiento era Diego Jerónimo de San Vitores y Alonso de Maluendo, en la Iglesia de San Gil.

## Biografía
Nacido en Burgos, fue hijo de un venerado caballero que, junto con su madre, intentaron persuadirlo para que siguiera una carrera militar, pero Diego no aceptó y siguió su vocación religiosa.
En 1640, ingresó en el noviciado de la Compañía de Jesús y fue ordenado sacerdote en 1651. Convencido de que su vocación era servir como misionero a los no cristianos, Diego fue asignado a una misión en Manila, Filipinas.
En 1662, San Vitores hizo escala en la isla Guaján (denominada Guam a partir de 1900) en el camino hacia las Filipinas, prometiendo regresar algún día. Tres años más tarde, a través de su estrecha vinculación a la corte real, persuadió a Felipe IV de España y a su esposa Mariana de Austria a fin de que se estableciera la misión en Guaján.
En 1668, San Vitores partió de Acapulco, Nueva España, a Guam. San Vitores nombró el archipiélago de Chamorro «islas Marianas», en honor de la reina regente de España, Mariana de Austria, y la Santísima Virgen María. El misionero llegó a Guam y visitó un pueblo llamado Hagåtña, donde fue bien recibido y saludado por su jefe Kepuha, cuya familia donó tierras para que se estableciera la primera misión católica en la isla.
El 2 de febrero de 1669 levantó la primera iglesia en la región, a la que llamó Dulce Nombre de María. Después de la muerte de Kepuha en 1669, las relaciones entre España y los jefes locales empeoraron, culminando en la guerra chamorra de 1671, liderada por el caudillo Hurao, entre cuyos objetivos estaba la misión, aunque tras varios ataques se llegó a un acuerdo de paz.
En 1672, San Vitores consagró iglesias en cuatro pueblos, entre los que estaba Merizo. Pero la resistencia en la zona aumentó, liderada por el sacerdote Makahnas y la sacerdotisa Kakahnas, ambos de la religión indígena, ya que perdían poder con la conversión de nativos al catolicismo.
Poco después de su muerte, la primera hagiografía publicada de San Vitores fue la de Fray Francisco García, que lleva por título Vida y martirio del venerable padre Diego Luis de Sanvítores (1683). Ya en el siglo XVIII, se publicó la obra en verso de Francisco Antonio de Castro Laureola sacra de la vida y martirio del venerable padre Diego Luis de Sanvítores (1723).

## Martirio
Un chino llamado Choco, un delincuente de Manila que se exilió en Guam, comenzó a propagar rumores de que el agua bautismal utilizada por los misioneros era venenosa. Como algunos lactantes enfermizos que fueron bautizados murieron al poco tiempo, muchos creyeron la historia y maldecían a los misioneros responsables. Choco fue apoyado gustosamente por los macanjas (curanderos) y los urritaos (hombres jóvenes) que despreciaban a los misioneros.
En su búsqueda de un compañero fugitivo llamado Esteban, San Vítores y su compañero Pedro Calungsod llegaron a la aldea de Tumón, Guam, el 2 de abril de 1672. Allí se enteraron de que la esposa del jefe Mata'pang había dado a luz una hija, y San Vítores de inmediato fue a bautizar a la niña. Influenciado por las calumnias de Choco, el jefe se opuso firmemente. Para dar a Mata’pang un tiempo para calmarse, los misioneros reunieron a los niños y algunos adultos de la aldea en la orilla cercana y comenzaron a cantar con ellos los principios de la religión católica. Invitaron a Mata’pang a unirse a ellos, pero él gritó que estaba enojado con Dios y estaba harto de las enseñanzas cristianas.
Decidido a matar a los misioneros, Mata’pang fue y trató de buscar ayuda de otro aldeano, llamado Hurao, que no era cristiano. Hurao se negó inicialmente, consciente de la bondad de los misioneros hacia los indígenas, pero cuando Mata’pang lo calificó de cobarde, se decidió a ayudarlo. Mientras tanto, durante esa breve ausencia de Mata’pang de su choza, San Vitores y Calungsod bautizaron a la niña, con el consentimiento de su madre cristiana.
Cuando Mata’pang se enteró del bautismo de su hija, se puso aún más furioso. Primero arrojó lanzas contra Pedro, quien fue capaz de esquivarlas. Los testigos afirman que Calungsod pudo haber escapado al ataque, pero no quería dejar a San Vitores solo. Los que conocieron personalmente a Calungsod creían que podría haber derrotado a los agresores con armas; sin embargo, San Vitores prohibió a sus compañeros llevar armas. Calungsod fue alcanzado en el pecho por una lanza y cayó al suelo, y luego Hurao cargó inmediatamente contra él y lo remató con un golpe de machete en la cabeza. San Vitores absolvió a Calungsod antes de caer también asesinado.
Mata’pang tomó el crucifijo de San Vitores y lo golpeó contra una piedra mientras blasfemaba contra Dios. Ambos asesinos desnudaron los cadáveres de Calungsod y San Vitores y ataron grandes piedras a sus pies, los llevaron al mar en sus canoas y los arrojaron al agua.